# Бастаич, Небойша
Небо́йша Баста́йич (серб. Небојша Бастајић, род. 20 августа 1990, Белград, СФРЮ) — сербский футболист, нападающий и капитан клуба «Напредак».

## Карьера
Начал карьеру в клубе «Младость» (Купиново). В 2011 году подписал контракт с клубом «Вождовац», с которым стал победителем Второй лиги Сербии. В сезоне 2012/13 провел за «Вождовац» 13 матчей и забил 2 мяча.
В 2013 году на правах свободного агента перешел в клуб «Срем» (Яково). В 2014 году перешёл в клуб второй лиги Греции «Ватаниакос», за который сыграл 3 матча. В том же году вернулся в Сербию, подписав контракт с клубом Первой лиги «Будучност» (Добановци).
В 2015 году пополнил состав другого клуба Первой лиги Сербии — «Бежании». За клуб из общины Нови-Београд провел 12 матчей и не отличился результативными действиями. В том же году, на правах свободного агента, перешел в «Смедерево 1924». В 2016 году выступал за тайский клуб «Бангкок» на правах аренды. В 2017 году вернулся в «Будучност», за который в сезоне 2017/18 сыграл 30 матчей во всех турнирах и забил 5 голов.
Летом 2018 года подписал контракт с ТСЦ. В сезоне 2018/19 в составе команды из города Бачка-Топала провел 19 матчей во всех турнирах и забил 2 мяча и стал победителем Первой лиги Сербии.
Зимой 2019 года на правах свободного агента перешел в «Инджию». Дебют за новую команду состоялся 27 февраля 2019 года, в игре против клуба «Бечей 1918» (0:1). Первый гол за «Инджию» забил 1 апреля в ворота команды «Явор» (1:1). Дебютировал в сербской Суперлиге 21 июля 2019 года против белградского «Партизана» (0:1). В сезоне 2019/20 провел за «Инджию» 28 игр во всех турнирах и набрал 6 очков по системе «гол+пас». Следующий сезон стал лучшим в карьере Бастайича, он сыграл 38 матчей, набрав 11 очков по системе «гол+пас».
Летом 2021 года подписал контракт с «Воеводиной». 22 июля 2021 года дебютировал в еврокубках, сыграв против литовского клуба «Паневежис» (1:0) в матче первого раунда квалификации Лиги Конференций. 17 сентября забил гол и одал голевую передачу в игре против «Радника» (Сурдулица) (2:0). Это были первые результативные действия Бастайича за «Воеводину». Всего в сезоне 2021/22 провел 36 матчей и забил 3 мяча
29 июля 2022 года, на правах свободного агента, подписал контракт с клубом «Напредак». Дебютировал 30 июля против «Явора» (2:4), в этом же матче забил свои первые мячи за новую команду. Летом 2023 года перешел в клуб второго дивизиона Саудовской Аравии «Аль-Букирья», за который провел 4 матча и отдал 1 голевую передачу. Однако спустя 3 месяца после перехода вернулся в «Напредак». Первый матч после возвращения сыграл 17 сентября против клуба «Нови-Пазар» (1:2). В ноябре-декабре 2023 года пропустил 11 матчей из-за перелома предплечья. 19 февраля 2024 года провел первый матч после травмы, выйдя на замену на 53-й минуте игры против «Вождоваца» (2:1). 20 апреля 2024 года впервые вывел команду на поле с капитанской повязкой, с этого момента Бастайич стал постоянным капитаном «Напредака».

## Достижения
«Вождовац»
- Победитель Второй лиги Сербии: 2011/12.

ТСЦ
- Победитель Первой лиги Сербии: 2018/19.